# قطعنامه ۱۹۳۷ شورای امنیت
قطعنامه ۱۹۳۷ شورای امنیت سازمان ملل متحد که در تاریخ ۳۰ اوت ۲۰۱۰ میلادی تصویب شد، سندی بین‌المللی دربارهٔ بررسی وضعیت خاورمیانه است. این قطعنامه طی نشست ۶۳۷۵اُم با ۱۵ رای موافق، ۰ مخالف و ۰ ممتنع تصویب شد.